# Essert (Territoire de Belfort)
Ne doit pas être confondu avec Essert (Fribourg).
Pour les articles homonymes, voir Essert.
Essert est une commune française située dans le département du Territoire de Belfort, la région culturelle et historique de Franche-Comté et la région administrative Bourgogne-Franche-Comté.
Ses habitants sont appelés les Essertois.

## Géographie

### Localisation
La commune, qui dépend du canton de Valdoie jusqu'en mars 2015, et du nouveau canton de Bavilliers à partir des élections départementales de mars 2015, est membre du Grand Belfort. Elle est traversée par la route départementale 19 (RD 19) (ancienne RN 19) reliant Belfort à Lure et Vesoul (Haute-Saône), qui constitue son principal axe urbain.
Le territoire de la commune s'étend sur 701 hectares ; il est arrosé par la petite rivière la Douce, affluent de la Savoureuse.
| Évette-Salbert              | Belfort | Cravanche  |
| Châlonvillars (Haute-Saône) | Essert  | Belfort    |
| Buc                         | Urcerey | Bavilliers |

### Climat
Pour des articles plus généraux, voir Climat de la Bourgogne-Franche-Comté et Climat du Territoire de Belfort.
En 2010, le climat de la commune est de type climat de montagne, selon une étude du Centre national de la recherche scientifique s'appuyant sur une série de données couvrant la période 1971-2000. En 2020, Météo-France publie une typologie des climats de la France métropolitaine dans laquelle la commune est exposée à un climat semi-continental et est dans la région climatique  Vosges, caractérisée par une pluviométrie très élevée (1 500 à 2 000 mm/an) en toutes saisons et un hiver rude (moins de 1 °C). 
Pour la période 1971-2000, la température annuelle moyenne est de 9,8 °C, avec une amplitude thermique annuelle de 17,4 °C. Le cumul annuel moyen de précipitations est de 1 290 mm, avec 13,6 jours de précipitations en janvier et 10,6 jours en juillet. Pour la période 1991-2020, la température moyenne annuelle observée sur la station météorologique de Météo-France la plus proche, « Dorans », sur la commune de Dorans à 5 km à vol d'oiseau, est de 10,9 °C et le cumul annuel moyen de précipitations est de 974,0 mm. 
La température maximale relevée sur cette station est de 38,1 °C, atteinte le 24 juillet 2019 ; la température minimale est de −16 °C, atteinte le 20 décembre 2009,,. 
Les paramètres climatiques de la commune ont été estimés pour le milieu du siècle (2041-2070) selon différents scénarios d'émission de gaz à effet de serre à partir des nouvelles projections climatiques de référence DRIAS-2020. Ils sont consultables sur un site dédié publié par Météo-France en novembre 2022.

## Urbanisme

### Typologie
Au 1er janvier 2024, Essert est catégorisée grand centre urbain, selon la nouvelle grille communale de densité à sept niveaux définie par l'Insee en 2022.
Elle appartient à l'unité urbaine de Belfort, une agglomération inter-départementale regroupant 16  communes, dont elle est une commune de la banlieue,,. Par ailleurs la commune fait partie de l'aire d'attraction de Belfort, dont elle est une commune du pôle principal,. Cette aire, qui regroupe 91 communes, est catégorisée dans les aires de 50 000 à moins de 200 000 habitants,.

### Occupation des sols
L'occupation des sols de la commune, telle qu'elle ressort de la base de données européenne d’occupation biophysique des sols Corine Land Cover (CLC), est marquée par l'importance des forêts et milieux semi-naturels (41,5 % en 2018), en augmentation par rapport à 1990 (39,3 %). La répartition détaillée en 2018 est la suivante : forêts (41,5 %), zones urbanisées (21,7 %), zones agricoles hétérogènes (19,7 %), prairies (17,2 %). L'évolution de l'occupation des sols de la commune et de ses infrastructures peut être observée sur les différentes représentations cartographiques du territoire : la carte de Cassini (XVIIIe siècle), la carte d'état-major (1820-1866) et les cartes ou photos aériennes de l'IGN pour la période actuelle (1950 à aujourd'hui).

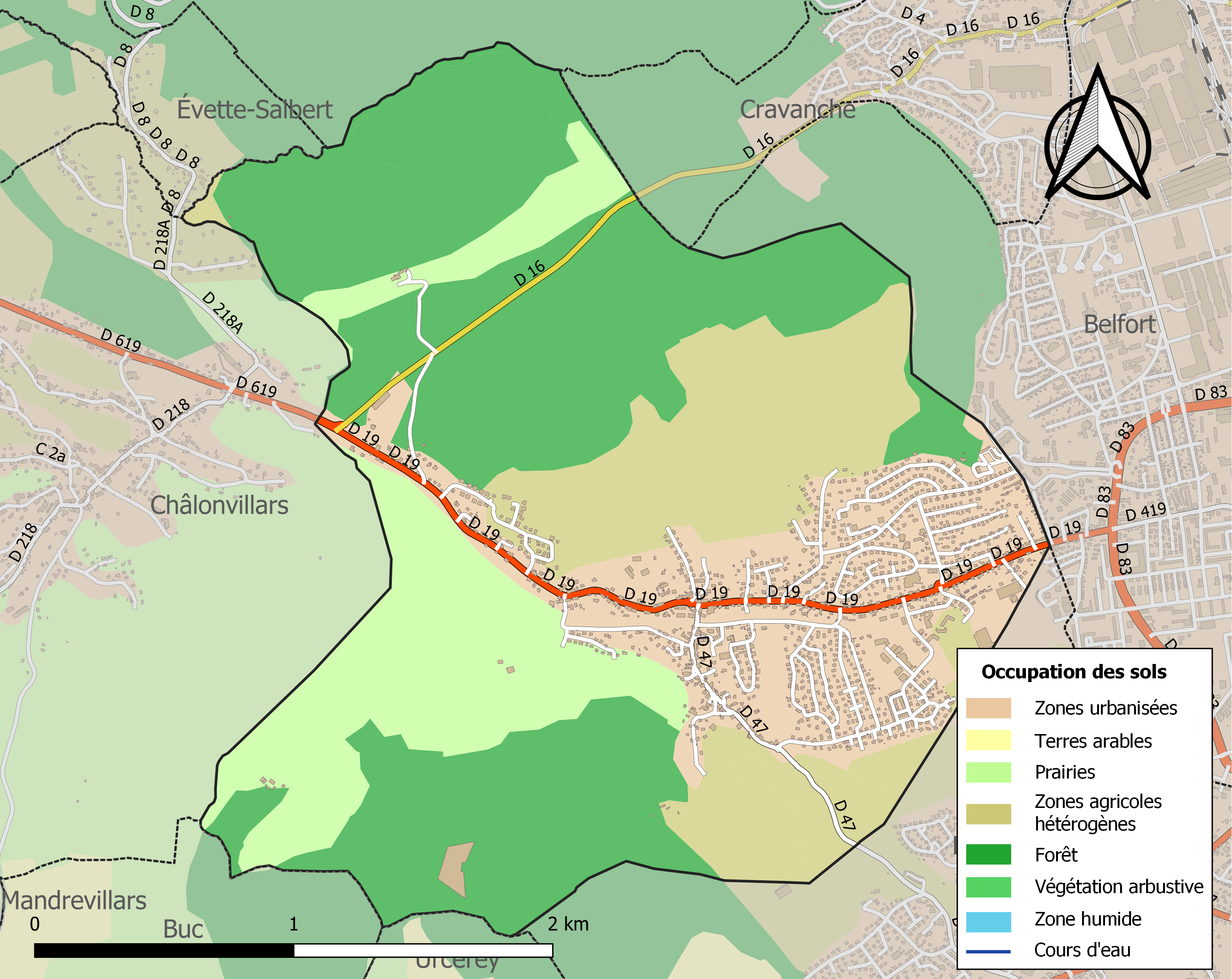
Carte des infrastructures et de l'occupation des sols de la commune en 2018 (CLC).

## Toponymie
- Die Kilchen ze Schert (1303), Eschiers (1533), Essars/Exars (1619-1627), Essert (1793).

Le nom d'Essert vient vraisemblablement du mot essart, terrain défriché pour le rendre cultivable. Autrefois existait un autre Essert dans le département, il n'en reste plus que la ferme de Saint-André, sur le territoire de Florimont.

## Histoire
La première mention du nom du village (sous la forme Shert, on rencontre aussi Essars et Exers par ailleurs) se trouve dans un document rédigé en allemand et daté de 1303. Mais l'endroit était sans doute déjà occupé au néolithique, comme Cravanche tout proche. Des vestiges gallo-romains et mérovingiens ont été mis au jour sur le territoire de la commune.
En 1303 existait déjà une église qui aurait été reconstruite ou rénovée au XVIe siècle. Elle fut incendiée en 1674, ainsi que la cure, par l'armée de Turenne allant guerroyer en Alsace. Le bâtiment actuel, dédié à saint Léger, a été construit vers le milieu du XVIIIe siècle ; le clocher est daté de 1753.
Dans les années 1850, un groupement de propriétaires mosellans réalise un sondage pour rechercher la continuité du bassin houiller stéphanien sous-vosgien, exploité à Ronchamp et repéré vers Belfort, sans succès.
À partir de 1882, commencent les travaux de construction du canal de la Haute-Saône, qui traverse la commune et coupe en deux le village en passant à proximité de l'église, soit dans une profonde tranchée, soit entre deux hauts talus ; sur le territoire communal, le canal peut être franchi par trois ponts (passages supérieurs) et un pont-canal (passage inférieur) pour les véhicules, auxquels s'ajoute une passerelle pour les piétons.

Cette voie d'eau ne sera jamais achevée, mais son chemin de halage, aménagé, est devenu une promenade pédestre et une piste cyclable, ainsi qu'une piste cavalière, reliant le village à Bavilliers, Belfort et Châlonvillars (la Coulée verte).

## Politique et administration

### Liste des maires
À la suite de la démission de huit conseillers municipaux de la majorité élue en mai 2020, démission enregistrée en juin 2021, de nouvelles élections ont eu lieu en septembre 2021,. Trois listes sont présentes au premier tour du 5 septembre 2021 ; aucune des trois listes n'ayant obtenu la majorité absolue des suffrages exprimés au premier tour, un second tour est prévu le 12 septembre 2021. Le conseil municipal pour l'élection du nouveau maire s'est tenu le 17 septembre 2021 à 11 h 30.

### Jumelages
- Ballinamuck (en) (Irlande)

## Population et société

### Démographie
Depuis deux siècles, la population d'Essert n'a cessé d'augmenter au rythme de l'industrialisation de la région de Belfort.

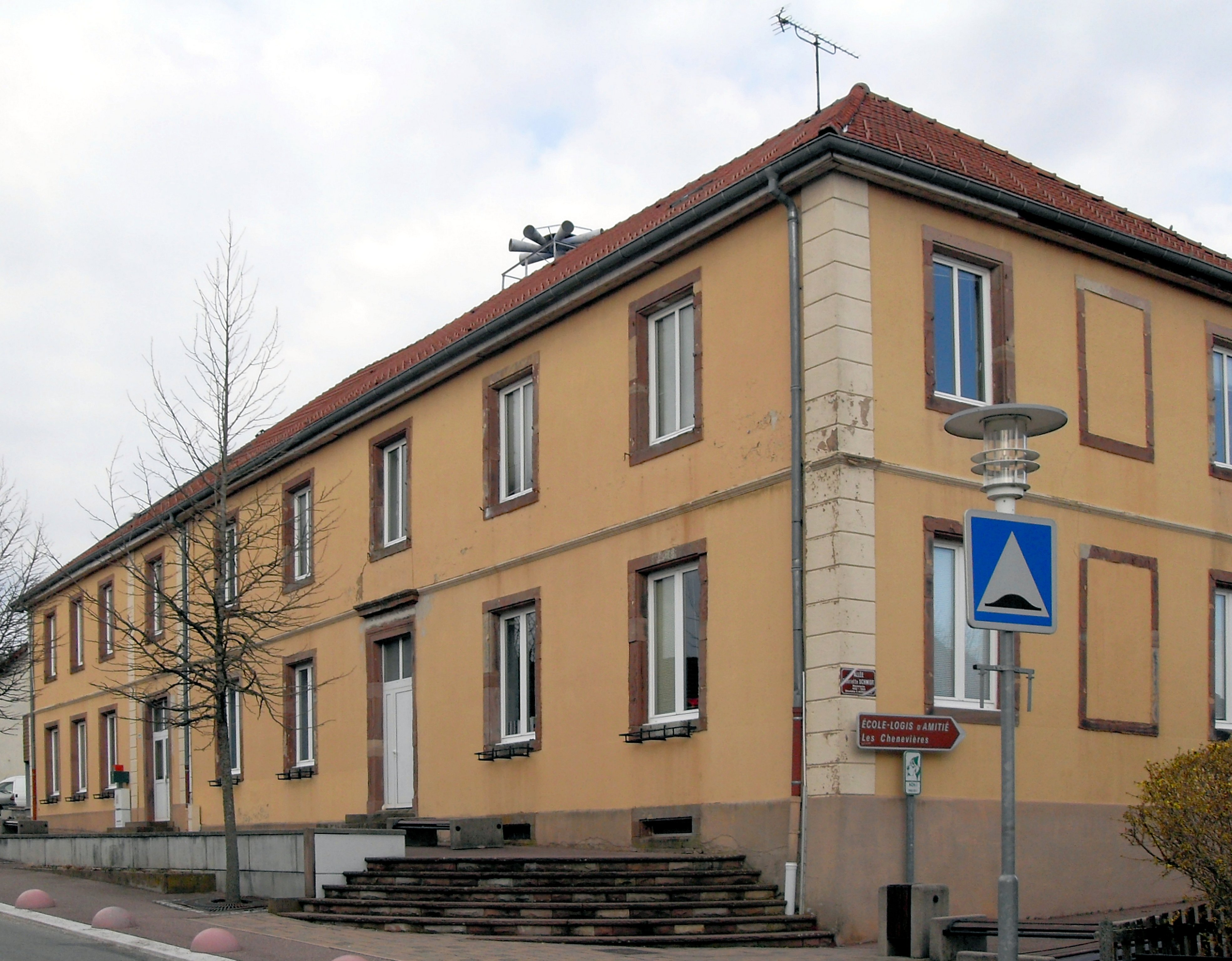
École du groupe Tazieff (ancienne mairie).

L'évolution du nombre d'habitants est connue à travers les recensements de la population effectués dans la commune depuis 1793. Pour les communes de moins de 10 000 habitants, une enquête de recensement portant sur toute la population est réalisée tous les cinq ans, les populations de référence des années intermédiaires étant quant à elles estimées par interpolation ou extrapolation. Pour la commune, le premier recensement exhaustif entrant dans le cadre du nouveau dispositif a été réalisé en 2008.

En 2022, la commune comptait 3 382 habitants, en évolution de +2,89 % par rapport à 2016 (Territoire de Belfort : −2,78 %, France hors Mayotte : +2,11 %).
| 1793 | 1800 | 1806 | 1821 | 1831 | 1836 | 1841 | 1846 | 1851 |
| ---- | ---- | ---- | ---- | ---- | ---- | ---- | ---- | ---- |
| 393  | 476  | 481  | 550  | 602  | 608  | 711  | 752  | 711  |

| 1856 | 1861 | 1866 | 1872 | 1876 | 1881 | 1886 | 1891 | 1896 |
| ---- | ---- | ---- | ---- | ---- | ---- | ---- | ---- | ---- |
| 612  | 616  | 540  | 550  | 577  | 681  | 757  | 976  | 875  |

| 1901 | 1906 | 1911 | 1921 | 1926 | 1931  | 1936  | 1946  | 1954  |
| ---- | ---- | ---- | ---- | ---- | ----- | ----- | ----- | ----- |
| 873  | 952  | 995  | 940  | 989  | 1 039 | 1 106 | 1 115 | 1 175 |

| 1962  | 1968  | 1975  | 1982  | 1990  | 1999  | 2006  | 2008  | 2013  |
| ----- | ----- | ----- | ----- | ----- | ----- | ----- | ----- | ----- |
| 1 529 | 1 545 | 1 561 | 2 468 | 2 514 | 2 742 | 3 079 | 3 176 | 3 160 |

| 2018  | 2022  | - | - | - | - | - | - | - |
| ----- | ----- | - | - | - | - | - | - | - |
| 3 325 | 3 382 | - | - | - | - | - | - | - |

### Sports
Le village n'a qu'une seule association sportive qui est l'Association Sportive d'Essert, club où les licenciés pratiquent le football. L'équipe fanion du club évolue en deuxième division de district.

### Enseignement
Le village dispose de deux groupes scolaires :
- le groupe Jacques-Yves Cousteau, dans la zone du Coteau comprenant une maternelle et un primaire ;
- le groupe Haroun Tazieff, dans la zone du Village comprenant une maternelle et un primaire.

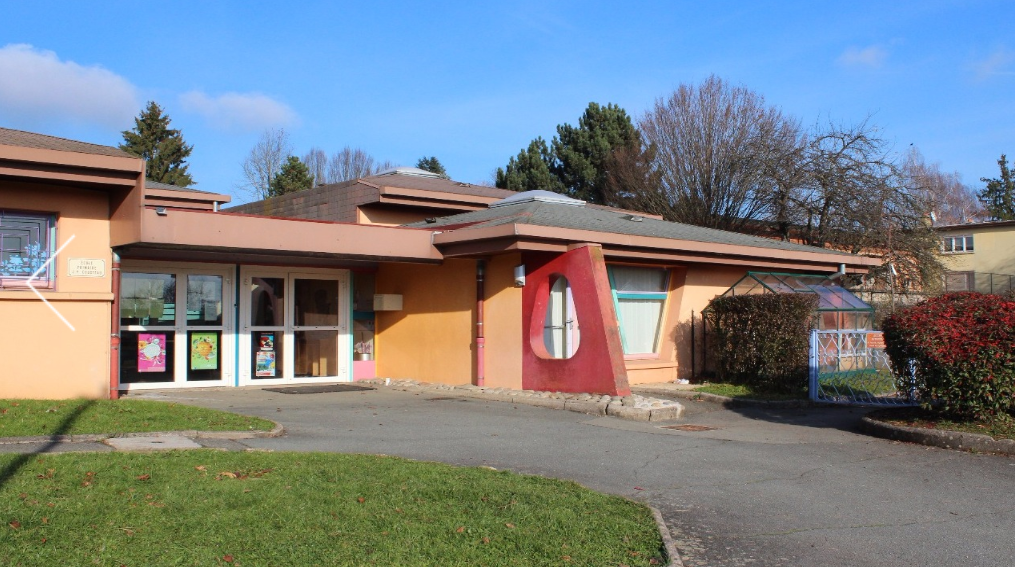
École primaire du groupe Jacques-Yves Cousteau.

### Santé
L'hôpital le plus proche est l'hôpital Nord Franche-Comté situé entre Belfort et Montbéliard, à Trévenans,.

## Culture locale et patrimoine

### Lieux et monuments

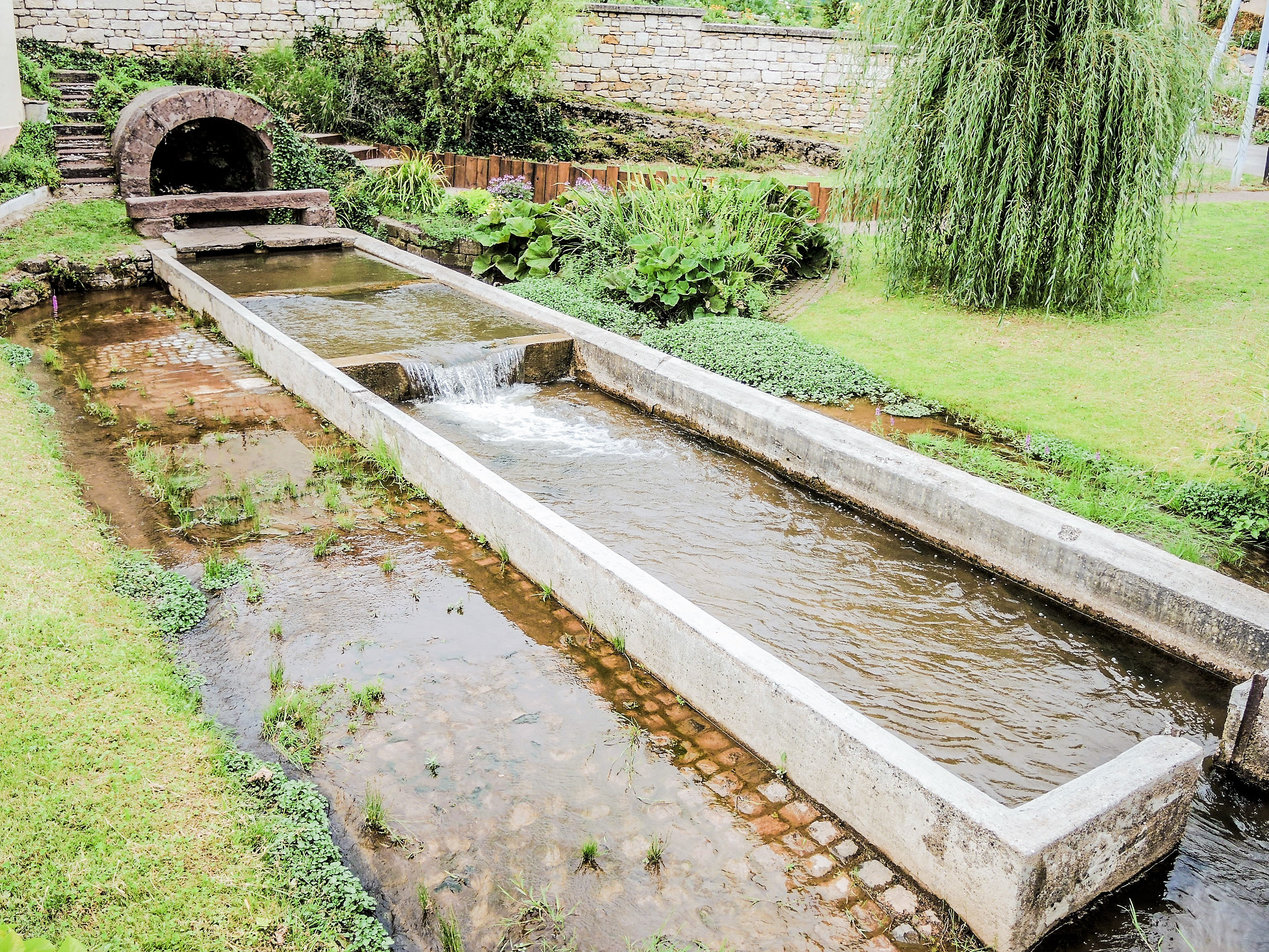
Lavoir, proche de la source de la Douce.

- L'ouvrage de la Côte construit de 1890 à 1892, nommé batterie Édouard-Thiers en 1896, est une fortification appartenant à la ceinture fortifiée défendant la trouée de Belfort contre un envahisseur venu d'Allemagne du Sud. Il a pour particularité d'être presque entièrement creusé dans le roc[29].
- Le canal de la Haute-Saône traverse le village depuis Chalonvillars jusque Bavilliers.

### Personnalités liées à la commune
- Maxence Prévot, footballeur professionnel ayant commencé sa carrière à l'AS Essert avant de rejoindre le FC Sochaux-Montbéliard.

### Héraldique
| Armes d'Essert | Les armes peuvent se blasonner ainsi : d'argent à la fasce de gueules accompagnée de trois fleurs de lys d'azur. |

## Pour approfondir